# Kościół św. Marka Ewangelisty w Rodakach
Kościół św. Marka Ewangelisty w Rodakach – drewniany kościół, znajdujący się w województwie małopolskim, w powiecie olkuskim, w gminie Klucze, w Rodakach. Obiekt wpisany został do rejestru zabytków nieruchomych województwa małopolskiego. Znajduje się na małopolskim Szlaku Architektury Drewnianej.

## Historia
Kościół wzniesiony w 1601 roku, jednonawowy, przykryty gontem, częściowo z podcieniami. Został zbudowany z drewna modrzewiowego, bez użycia gwoździ.

## Wyposażenie
- dwa ołtarze w stylu manierystycznym, z XVI i XVII w;
- w ołtarzu bocznym, późnogotycki posąg św. Mikołaja z 1400 roku;
- posąg Chrystusa Zmartwychwstałego, przeniesiony z kościoła w Chechle;
- drewniane, barokowe epitafium ks. Krzysztofa Zawalskiego.